# Rom
 For alternative betydninger, se Rom (flertydig). (Se også artikler, som begynder med Rom)
Rom (italiensk: Roma) er hovedstad i Italien og landets største og mest befolkningsrige by med 2.748.109(2023) indbyggere.
Rom er i dag moderne og kosmopolitisk. Byen er den tredjemest besøgte turistdestination i EU og en by med stor kulturel og politisk betydning. Dens internationale lufthavn Fiumicino er den største i Italien. Byen huser hovedkontorer for størstedelen af alle større, italienske virksomheder, ligesom hovedafdelinger for tre af verdens 100 største virksomheder er placeret her (Enel, Eni og Telecom Italia).
Som en af de få større europæiske byer, som kom gennem 2. verdenskrig relativt uskadt, har Rom stadig karakter af renæssance og barok. Roms Historiske Centrum er udpeget af UNESCO som et verdensarvsområde.
Byen har gennem tiden haft flere forskellige tilnavne, blandt andet: l'Urbe (byen) og caput mundi (verdens hovedstad), samt i dag: la Città Eterna (den evige stad), Limen Apostolorum (Apostlenes dørtærskel/begyndelse) og la città dei sette colli (de syv højes by). Desuden findes udtrykkene Rom blev ikke bygget på én dag og alle veje fører til Rom.

## Historie

### Fra grundlæggelse til imperium
Ifølge legenden blev byen Rom grundlagt af tvillingerne Romulus og Remus den 21. april år 753 f.Kr. Arkæologiske beviser støtter teorien om, at Rom voksede fra pastorale bosættelser på Palatinerhøjen bygget i området ved det senere Forum Romanum til en by i det 8. århundrede f.Kr. Byen udviklede sig til hovedstaden for det Romerske Kongerige (regeret af en følge på syv konger ifølge sagnet), den Romerske republik (regeret af Senatet fra 510 f.Kr.), og endelig det Romerske Imperium (regeret af en kejser fra 27 f.Kr.). Denne succes afhang af militære erobringer, handelsmæssig dominans, såvel som af selektiv assimilation af nabocivilisationer som etruskerne og grækerne. Fra grundlæggelsen af Rom i 753 f.Kr. var Rom militært ubesejret indtil 386 f.Kr., hvor Rom blev indtaget af kelterne men genvundet af romerne samme år.
Den romerske dominans spredte sig til store dele af Europa og Middelhavets kyster, mens dens population oversteg en million indbyggere. I næsten tusinde år var Rom den politisk vigtigste, rigeste og største by i den vestlige verden. Dette fortsatte, efter at riget begyndte af forfalde og blev delt, selvom byen i sidste ende mistede status som hovedstad til Milano og senere Ravenna og blev passeret i prestige af den østromerske hovedstad Konstantinopel.

### Imperiets fald og middelalder
Med Konstantin I's styre opnåede Biskoppen af Rom politisk og religiøs betydning og skulle med tiden blive kendt som paven og etablere Rom som centrum for den katolske kirke. Efter Alarik I's Plyndring af Rom i 410 og Romerrigets undergang i år 476 skiftede Rom mellem det Østromerske Kejserdømme og plyndring af germanske barbarer. Dets population faldt til blot 20.000 gennem den tidlige middelalder og reducerede det udstrakte byområde til klynger med beboede bygninger mellem store områder med ruiner og vegetation. Rom forblev en del af det Østromerske Kejserdømme indtil år 751, hvor langobarderne endeligt ophævede Eksarkatet Ravenna. I 756 gav paven, Pipin den lille, verdslig jurisdiktion over Rom og de omkringliggende områder, og derved opstod Kirkestaten.
Rom forblev hovedstad for Kirkestaten indtil indlemmelsen i det Italienske Kongerige i 1870. Byen blev en større destination for pilgrimsfærder gennem middelalderen og blev fokus for magtkampen mellem paven og det Tysk-romerske rige, indledt med Karl den Stores kroning i Rom af Pave Leo 3. juledag år 800, som rigets første kejser. Bortset fra korte perioder som en uafhængig by beholdt Rom i middelalderen sin status som pavelig hovedstad og "hellig by" gennem flere århundreder, selv da pavesædet i en overgang blev flyttet til Avignon (1309–1337). Til trods for at byen ikke længere var politisk magtfuld, som demonstreret tragisk ved den brutale plyndring i 1527, blomstrede den som et midtpunkt for kulturel og kunstnerisk aktivitet gennem renæssancen og barokken under beskyttelse af Den romerske kurie.

### 17.–19. århundrede
Befolkningstallet steg atter og nåede 100.000 i løbet af det 17. århundrede, men Rom haltede bagud i forhold til resten af de europæiske hovedstæder i de følgende århundreder og havde stadig travlt med modreformationen. Efter at være fanget i den nationalistiske tumult i det 19. århundrede og efter to gange at have opnået og tabt en kortlivet uafhængighed blev Rom fokus for håbet om en samling af Italien. Allerede i 1861 blev Rom erklæret som hovedstad i Italien, selvom byen stadig var under pavens kontrol. Efter det franske protektorat blev brudt i 1870, stormede kongelige tropper fra Kongeriget Italien byen.

### 20. århundrede
Efter sejr i 1. verdenskrig blev Rom vidne til en stigende politisk magt til fascismen med Benito Mussolini i spidsen, som marcherede til byen i 1922. Han deklarerede et nyt italiensk rige og allierede Italien med Nazi-Tyskland. I perioden efter Kongeriget Italiens samling og indtil dette tidspunkt steg befolkningstallet hurtigt; fra 212.000 til mere end 1.000.000 mennesker, men denne tendens blev stoppet af 2. verdenskrig, hvor Rom både blev skadet af De Allieredes bombninger og nazisternes besættelse. Efter slutningen af krigen og henrettelsen af Mussolini afskaffedes monarkiet ved en folkeafstemning i 1946 til fordel for den Italienske Republik. Rom voksede betydeligt efter krigen og var en drivende kraft bag det "italienske økonomiske mirakel", som fremkom ved efterkrigstidens rekonstruktion og modernisering. Rom blev en fashionabel by i 1950'erne og de tidlige 1960'ere, og en ny tendens med stigende befolkningstal fortsatte til midt-1980'erne, hvor der boede mere end 2.800.000 mennesker i kommunen. Derefter begyndte befolkningstallet lige så stille at dale, da flere og flere flyttede til omkringliggende kommuner. Denne tendens er i de senere år igen vendt, og antallet af indbyggere stiger atter.

## Geografi og klima

### Beliggenhed
Rom ligger i Lazio-regionen i Centralitalien, hvor floderne Aniene og Tiberen løber sammen. Selvom byens centrum ligger omkring 24 kilometer inde i landet i forhold til det Tyrrhenske Hav, breder byens territorium sig helt til kysten, hvor det sydvestliggende Ostia-distrikt ligger. Højden af den centrale del af Rom svinger fra 13 m over havets overflade (ved Piazza del Popolo) til 120 m over havets overflade (toppen af Monte Mario). Kommunen Rom strækker sig over et område på omkring 1.285 km², indeholdende mange grønne områder.

### Klima
Rom har et typisk middelhavsklima, som karakteriserer middelhavskysterne i Italien. Det er mest behageligt fra april til juni og fra midten af september til oktober, hvor især den romerske ottobrate ("flotte oktoberdage") er kendt for sine solrige og varme dage. I august overstiger temperaturen på det varmeste af dagen ofte 32 °C. Derfor holder mange forretninger traditionelt lukket i august, og romerne forlader byen til fordel for feriesteder, men denne trend er aftagende, og byen forbliver efterhånden fuldt funktionel gennem hele sommeren som følge af den stigende turisme og folkets ændrede arbejdsvaner. Den gennemsnitlige maksimumtemperatur i december er 13 °C, men temperaturer under frysepunktet er ikke usædvanlige.
| Vejr for Rom            | Vejr for Rom | Vejr for Rom | Vejr for Rom | Vejr for Rom | Vejr for Rom | Vejr for Rom | Vejr for Rom | Vejr for Rom | Vejr for Rom | Vejr for Rom | Vejr for Rom | Vejr for Rom | Vejr for Rom |
|                         | Jan          | Feb          | Mar          | Apr          | Maj          | Jun          | Jul          | Aug          | Sep          | Okt          | Nov          | Dec          | År           |
| ----------------------- | ------------ | ------------ | ------------ | ------------ | ------------ | ------------ | ------------ | ------------ | ------------ | ------------ | ------------ | ------------ | ------------ |
| Gennemsnitlig maks °C   | 12           | 13           | 15           | 17           | 21           | 25           | 28           | 28           | 26           | 21           | 16           | 13           | 20           |
| Gennemsnitlig min °C    | 3            | 4            | 6            | 8            | 12           | 16           | 18           | 19           | 16           | 13           | 7            | 5            | 11           |
| Gennemsnitlig nedbør mm | 81           | 71           | 69           | 66           | 51           | 33           | 15           | 25           | 69           | 114          | 112          | 97           | 67           |
| Kilde: Weatherbase      |              |              |              |              |              |              |              |              |              |              |              |              |              |

## Demografi
I kejser Augustus' tid var Rom verdens største by og sandsynligvis den største by, som blev bygget indtil det 19. århundrede. Estimater for byens maksimale befolkningstal svinger fra 450.000 til over 3,5 mio. mennesker, hvor 1 til 2 mio. er det mest udbredte blandt historikere. Efter Romerrigets undergang var byens befolkningstal måske under 50.000 og voksede ikke igen før Renæssancen. Da Kongeriget Italien indlemmede Rom i 1870, havde byen omkring 200.000 indbyggere, som dog hurtigt øgedes til 600.000 ved tærsklen til 1. verdenskrig.
Mussolinis fascistiske regime forsøgte at blokere for en for stor demografisk fremgang for byen, men fejlede i at forhindre byen i at nå en million indbyggere i 1931. Efter 2. verdenskrig fortsatte Rom med at ekspandere med skabelsen af nye kvarterer og forstæder i 50'erne og 60'erne.
I dag bor der 2,7 millioner i byen, mens der i Roms større byområde bor omkring 4 millioner på et område, der strækker sig over 5.352 km². I kommunen er 156.833 beboere af udenlandsk nationalitet, og disse repræsenterer dermed godt 6 % af det totale indbyggertal. De største grupper af immigranter stammer fra Rumænien og Polen, og det antages, at der bor mange tusinde illegale indvandrere i byen. Gennemsnitsalderen for indbyggerne er 43 år.

## Arkitektur, landemærker og byindretning

### Arkitektur gennem tiden

#### Det gamle Rom
En af Roms kendetegn er Colosseum (70-80 e.Kr.), der er det største amfiteater, som nogensinde er bygget i Romerriget. Med plads til 60.000 siddende tilskuere blev det oprindeligt brugt til gladiatorkampe. Listen over de vigtigste monumenter i oldtidens Rom omfatter Forum Romanum, Domus Aurea, Pantheon, Trajansøjlen, Trajans Marked, adskillige katakombområder, Circus Maximus, Caracallas Thermer, Castel Sant'Angelo, Augustus mausoleum, Ara Pacis, Konstantinbuen, Cestiuspyramiden og Bocca della Verità.

#### Middelalder
Selvom den ofte bliver overset, er kulturarven efter Roms middelalder en af de største blandt italienske byer. Der findes basilikaer fra urkristendommen, heriblandt Santa Maria Maggiore og San Paolo Fuori le Mura – begge med værdifulde mosaikker fra det 4. århundrede. Senere betydningsfuld middelaldermosaik- og freskokunst kan findes i kirkerne Santa Maria in Trastevere, Santi Quattro Coronati og Santa Prassede. Andre bygninger har tårne, hvor de største er Torre delle Milizie og Torre dei Conti ved Forum Romanum, samt den store trappe, som leder op til basilikaen Santa Maria in Aracoeli.

#### Renæssance og Barok
Rom var et stort verdenscentrum i renæssancen, kun overgået af Firenze og blev dybt påvirket af udviklingen. Det mest imponerende mesterværk blandt renæssancens arkitektur i Rom er Piazza del Campidoglio på Kapitol af Michelangelo, sammen med Palazzo Senatorio, der er sæde for bystyret. Gennem denne periode byggede Roms store, aristokratiske familier overdådige boliger som Quirinalpaladset (nu sæde for Italiens præsident), Palazzo Venezia, Palazzo Farnese, Palazzo Barberini, Palazzo Chigi (nu sæde for Italiens ministerpræsident), Palazzo Spada, Palazzo della Cancelleria og Villa Farnesina.
Rom er også kendt for sine store og majestætiske pladser, som ofte er prydede med obelisker. Mange af pladserne blev konstrueret i det 17. århundrede. De vigtigste pladser er Piazza Navona, Piazza di Spagna, Campo de' Fiori, Piazza Venezia, Piazza Farnese og Piazza della Minerva. Et af de mest symbolske eksempler på barokkunst er Trevi-fontænen af Nicola Salvi. Af andre betydningsfulde barokpaladser fra det 17. århundrede kan der nævnes Palazzo Madama, som nu er sæde for det italienske senat, samt Palazzo Montecitorio, der nu huser parlamentets underhus.

#### Nyklassicisme
I 1870 blev Rom hovedstad i det nye Italienske Kongerige. På denne tid fik nyklassicismen en dominerende indflydelse på romersk arkitektur, en byggestil som var influeret af antikkens arkitektur. Der blev i denne periode bygget mange store paladser i nyklassicistisk stil til at huse ministerier, ambassader og andre regeringsorganer. Et af de bedst kendte symboler fra romersk nyklassicisme er Victor Emanuel-monumentet eller "Fædrelandets Alter", hvor den ukendte soldats grav ligger, som repræsenterer de 650.000 italienere, der faldt i 1. verdenskrig.

#### Fascistisk arkitektur
Det fascistiske regime, som styrede Italien mellem 1922 og 1943, udviklede en arkitektonisk stil, som er karakteriseret ved koblinger til den oldromerske arkitektur. Det vigtigste fascistiskprægede område i Rom er EUR-distriktet, hvor anlæggelsen blev påbegyndt i 1935. Det var oprindeligt udtænkt til Verdensudstillingen i 1942 ("Esposizione universale 42" eller "Expo"). Dog fandt udstillingen aldrig sted grundet Italiens indtræden i 2. verdenskrig i 1940. Den mest repræsentative bygning i fascistisk stil ved EUR er Palazzo della Civiltà Italiana (1938-1943), et ikonisk design som kaldes det Kubiske eller Firkantede Colosseum.
Efter 2. verdenskrig opdagede de romerske myndigheder, at de allerede havde lagt kimen til et erhvervsdistrikt uden for centrum, noget som andre hovedstæder stadig var ved at planlægge (London Docklands og La Défense i Paris). Også Palazzo della Farnesina, det aktuelle sæde for det italienske udenrigsministerium, blev i 1935 designet i fascistisk stil.

### Byens centrum
Det historiske centrum er domineret af Roms syv høje: Kapitol, Palatinerhøjen, Viminalhøjen, Quirinalhøjen, Esquilinhøjen, Celiohøjen og Aventinerhøjen. Tiberen strømmer syd gennem Rom, med byens centrum beliggende, hvor Tiberøen muliggør krydsning af floden. Store dele af den gamle bymur står stadig. Serviusmuren blev bygget tolv år efter Galliens plyndring af byen i 390 f.v.t. og omkransede det meste af Esquilin- og Celiohøjene ligesom det hele af de fem resterende høje. Rom voksede sig større end dette område, men der blev ikke opført andre mure før 270 e.v.t., hvor Aurelian påbegyndte Aurelianmurene. Disse var omkring 19 km lange og stod stadig som forsvar, da tropper fra Kongeriget Italien skulle indtage byen i 1870.
Roms gamle centrum rummer omkring 300 hoteller og 300 pensionater, over 200 paladser, 900 kirker, otte af Roms store parker, sædet for Italiens præsident, parlamentet, bystyrets kontorer samt mange monumenter. Den gamle by rummer derudover tusinder af værksteder, kontorer, barer og restauranter. Millioner af turister besøger hvert år Rom, hvilket gør den til en af de mest besøgte byer i verden.

### Den perifere byindretning
Den gamle by inden for murene dækker omkring fire procent af den nuværende kommunes 1.285 km². Den historiske bymidte er den mindste af Roms nitten administrative inddelinger. Byens centrum består af 22 distrikter, hvoraf en af disse faktisk ligger udenfor murene. 35 bykvarterer omkranser centrum, og indenfor bygrænsen ligger der seks store forstæder.
Grande Raccordo Anulare er en motorvej, der lægger sig som en stor ring omkring hovedstaden. Motorvejen, der ligger ca. 10 km væk fra byens centrum, er ulig de fleste andre italienske motorveje gratis at køre på. Vejen knytter de gamle veje, der førte til Rom i oldtiden, sammen: Via Flaminia, Via Aurelia, Via Salaria, Via Tiburtina, Via Casilina og Via Appia. Det moderne Via Appia forbinder byens centrum med en stribe byer, kendt som Castelli Romani.

### Vatikanet
Rom omkranser Vatikanbyen, Den Hellige Stols enklave, som er en særskilt suveræn stat. Den huser Peterspladsen med Peterskirken. Den åbne plads foran kirken blev redesignet af Giovanni Lorenzo Bernini fra 1656 til 1667 efter ordre fra Pave Alexander 7. som en forgård designet sådan, at flest mulige kunne se paven uddele sin velsignelse. I Vatikanet findes også Vatikanbiblioteket, Vatikanmuseet med Det Sixtinske Kapel, Rafaels Stanzaer samt andre vigtige værker af Leonardo da Vinci, Rafael, Giotto og Botticelli.

### Museer og gallerier
De vigtigste museer og gallerier i Rom omfatter Roms Nationalmuseum, Museum for den Romerske Civilisation, Villa Giulia nationale etruskiske museum, de Kapitolinske Museer, Galleri Borghese, Museet for Castel Sant'Angelo samt Nationalgalleriet for Moderne Kunst.

### Landsteder og haver
Centrum af Rom er omringet af nogle store grønne områder og overdådige gamle huse, som er levn fra mængden af villaer, der omkransede den pavelige by. De fleste af disse blev stort set ødelagt af ejendomsspekulation ved slutningen af det 19. århundrede. De vigtigste blandt de tilbageværende omfatter følgende:
- Villa Borghese med et stort haveanlæg i det naturalistiske 19. århundredes engelsk stil, indeholdende et antal bygninger, museer se Galleri Borghese) og attraktioner;
- Villa Ada, det største offentlige parkanlæg i Rom;
- Villa Doria Pamphili, det næststørste anlæg med et areal på 1,8 km²;
- Villa Torlonia, et storartet eksempel på et jugendstilpalæ, som var Benito Mussolinis romerske residens;
- Villa Albani, opført af Alessandro Albani til at huse hans samling af antikviteter og romerske skulpturer.

## Styre
Rom er hovedstaden i Italien og er sædet for Italiens præsident, hvis officielle residens er Quirinalpaladset. Rom huser også det italienske parlament, Italiens ministerpræsident og alle ministerierne. Roms borgmester er Giovanni Alemanno fra "Frihedens Folk"-koalitionen, valgt i 2008. En politisk debat i Italien fokuserer på muligheden for at tildele byen "særskilt magt" mht. lokale embedssager, og om muligt at gøre enten kommunen eller provinsen til et "hovedstadsdistrikt" særskilt fra Lazio-regionen, efter model fra andre europæiske hovedstæder.
Arealet i Comune di Roma er inddelt i 19 Municipi (administrative opdelinger). Oprindeligt var byen inddelt i 20 Municipi, men den ene, nu Comune di Fiumicino, stemte for nogle år siden for at blive en kommune for sig selv og løsrive sig fra Rom.

## Andre suveræne enheder
Rom er unik ved at indeholde to andre suveræne enheder. Den ene er Den Hellige Stol, den politiske og religiøse enhed, som styrer territoriet for Vatikanstaten og gør krav på ekstraterritoriale rettigheder over nogle få andre paladser og kirker hovedsageligt i centrum. Den anden enhed er Johanniterordenen, som søgte tilflugt i Rom i 1834 efter at have tabt Malta til Napoleon i 1798, og gør ingen krav på territorium udover nogle ekstraterritoriale paladser i det centrale Rom.

### International involvering
Rom har traditionelt været dybt involveret i processen omkring europæisk politisk integration. Byen var i 1957 vært for underskrivelsen af Rom-traktaten, der etablerede det Europæiske Fællesskab (forgænger til Den Europæiske Union) og agerede også vært ved den officielle underskrivelse af den foreslåede europæiske forfatningstraktat i juli 2004.
Rom er også sæde for betydningsfulde internationale organisationer under FN, såsom FN's Verdensfødeprogram (WFP), FN's Fødevare- og landbrugsorganisation (FAO) og Den internationale Fond for Landbrugsudvikling (IFAD). Det juridiske grundlag for Den Internationale Straffedomstol, Rom-statutten blev udarbejdet i byen.

## Økonomi
Nutidens Rom har en dynamisk og forskelligartet økonomi med teknologi-, kommunikations- og servicesektorer, som stortrives. Byen producerer 6,7 % af landets BNP (mere end nogen anden by i Italien). Rom vokser +4,4 % årligt og fortsætter med at vokse i et højere tempo i forhold til enhver anden by i landet. Efter 2. verdenskrig begyndte Roms økonomiske vækst at overgå væksten hos sine rivaler i Napoli og Milano, omend der i dag forsat eksisterer en traditionel rivalisering med Milano. Turisme er uundgåeligt en af Roms hovedindustrier med talrige bemærkelsesværdige museer. Rom er også centrum for den italienske filmindustri takket være Cinecittà-filmstudierne. Byen er desuden centrum for bank- ligesom elektronik- og luftfartsindustrierne. Adskillige internationale hovedkvarterer, ministerier, konferencecentre, idrætsanlæg og museer er beliggende i Roms vigtigste forretningsdistrikter; EUR, Torrino (syd for EUR), Magliana, Parco de' Medici-Laurentina samt den såkaldte Tiburtina-dal langs den antikke Via Tiburtina.

## Kultur og samfund

### Religion
Den største religion i byen i antikken var den romerske religion. De første hellige romerske guder var Jupiter og krigsguden Mars, som ifølge sagnet var fader til Roms grundlæggere, tvillingerne Romulus og Remus. Gudinden Vesta blev tidligt en vigtig del af den romerske gudekreds i det romerske monarki. Gudinden Diana sluttede sig til gudekredsen under monarkitiden og forenede tilbedelsen mellem Rom og adskillige af Roms naboer og skabte derved et grundlag for en koalition. Gudinden Juno blev indført i Rom fra den antikke by Veii, hvor Veii faldt for den romerske hær efter en lang periode med krige mellem de to byer i tiden med den Romerske republik. Andre guder og gudinder blev tilbedt i Rom og tilføjet til gudekredsen under tiderne med monarki og med republik.
I den romerske religion gik man meget op i at fortolke guddommelige budskaber ved naturlige hændelser (varsler). I Rom kunne man imidlertid ikke selv fortolke alle disse varsler, hvorfor man i høj grad satte sin lid til etruskere, som kunne netop dette. Af samme årsag stod Rom uden hjælp til fortolkning af varsler under den sidste krig mod Veii, der var etruskisk, og var tvunget til at sende udsendinge helt til Grækenland for at søge råd hos det berømte orakel i Delfi.
Adskillige andre religioner og importerede mysteriereligioner fortsatte med at eksistere inden for Roms evigt voksende grænser under republik- og kejserperioderne. Dette inkluderede jødedommen, hvis tilstedeværelse i byen dateres tilbage til den Romerske republik og blev ind imellem med magt begrænset til den jødiske ghetto i Rom, ligesom mithraismen, som var den officielle religion i Romerriget i omkring to århundreder. Denne blev fortrængt af kristendommen efter Kejser Konstantins død i det 4. århundrede. Kristendommen blev gjort til den officielle religion i Romerriget i år 380 af Kejser Theodosius 1., hvilket spredte den yderligere og endeligt fortrængte mithraismen og den romerske religion.
Rom blev den ypperligste kristne by (sammenlignet med Antiochia og Alexandria, og senere Konstantinopel og Jerusalem) baseret på historien om, at Sankt Peter og Sankt Paulus blev gjort til martyrer i byen i det første århundrede, samt pga. byens politiske vigtighed. Roms biskop, senere kendt som Paven, hævdede at være højerestående i forhold til alle biskopper og derved alle kristne på baggrund af, at han var efterfølger til Sankt Peter, omkring hvem Jesus byggede sin kirke. Hans prestige var blevet forøget siden 313 gennem donationer fra romerske kejsere og patriciere, inklusiv Lateranpaladset og patriarkalske basilikaer, samt gennem Kirkens generelle stigende indflydelse i samfundet. Pavelig autoritet er blevet udøvet gennem århundrederne med skiftende succes.
Med det tiltagende kaos og uro, som førte til Romerrigets undergang i 476, opnåede paverne mere og mere indflydelse i samfundet, først i Rom og i de omkringliggende områder. Rom blev centrum for den katolske kirke og blev hovedstad for Kirkestaten. Som følge heraf blev et stort antal kirker, klostre og andre religiøse bygninger opført i byen, nogle gang ovenpå rester af ældre førkristne bygninger. Antallet af kirker øgedes kraftigt i Renæssancen, hvor Roms mest betydningsfulde kirker blev bygget (dette inkluderer verdens største kirke, Peterskirken på Vatikanhøjen, samt domkirken Laterankirken). Pavedømmet etablerede først sin bolig i Lateranpaladset og senere i Quirinalpaladset. Da Rom i 1870 med magt blev indlemmet i det nyligt forenede Italienske Kongerige, trak Pave Pius 9. sig tilbage til Vatikanet og erklærede sig selv Savoy-monarkiets fange. De efterfølgende årtier blev præget af konflikter mellem det nyfødte rige og den katolske kirke. Dette blev løst i 1929, hvor Laterantraktaten blev underskrevet i Rom, der gav Den Hellige Stol retten til at regere over Vatikanstaten som en uafhængig, suveræn stat. Roms skytshelgener er stadig Sankt Peter og Sankt Paulus, som begge bliver fejret den 29. juni.
I de senere år er det islamiske samfund vokset betydeligt, især på grund af immigration til byen fra nordafrikanske og mellemøstlige lande. Som et resultat heraf støttede kommunen konstruktionen af den største moske i Europa, som blev designet af arkitekten Paolo Portoghesi og indviet den 21. juni 1995.

### Sprog
Roms oprindelige sprog var latin, som i løbet af middelalderen udviklede sig til italiensk. Sidstnævnte opstod ved sammenløb af forskellige regionale dialekter, hvor den toskanske dialekt var dominerende. Befolkningen i Rom udviklede også sin egen dialekt, Romanesco. Det gamle romanesco, som blev talt gennem middelalderen, var en syditaliensk dialekt meget tæt på den neapolitanske. Firenzes kulturelle indflydelse gennem renæssancen og frem for alt tilflytningen af mange florentinere til Rom skabte en stærk forandring i dialekten, som nu mere lignede de toskanske variationer. Dette begrænsede sig stort set til Rom indtil det 19. århundrede, hvor det i starten af det 20. århundrede spredtes til andre egne i Lazio takket være bedre transportsystemer samt den stigende population i Rom. Som en konsekvens heraf forlod Romanesco sine traditionelle former og muterede til dialekten, der snakkes i byen, som er tættere på standard italiensk, dog stadig forskellig fra andre Romanesco-påvirkede lokale dialekter i Lazio. Litteratur på traditionelt Romanesco omfatter værker af forfattere som Giuseppe Gioacchino Belli, Trilussa og Cesare Pascarella. Nutidig Romanesco er hovedsageligt repræsenteret af populære skuespillere som eksempelvis Aldo Fabrizi, Alberto Sordi, Nino Manfredi, Anna Magnani, Gigi Proietti, Enrico Montesano og Carlo Verdone.

### Universiteter
Rom er et nationalt centrum indenfor videregående uddannelser. Roms første universitet, La Sapienza (grundlagt i 1303), er det største i Europa og det andetstørste i verden med sine mere end 150.000 studerende. Sidenhen er to nye universiteter kommet til: Tor Vergata i 1982 og Roma Tre i 1992. Sidstnævnte er i dag større end førstnævnte. I Rom eksisterer også et stort antal pavelige universiteter og institutter, inklusiv Gregoriana (det ældste jesuitiske universitet i verden, grundlagt i 1551), det pavelige universitet Sankt Thomas Aquinas (Angelicum) og mange andre. Byen huser også forskellige private universiteter såsom LUMSA og Istituto Europeo di Design samt en afdeling af Loyola University Chicago.

### Musik
Rom er et vigtigt centrum for musik. Byen huser Accademia Nazionale di Santa Cecilia (grundlagt i 1585), hvortil der er blevet bygget nye koncertsale i det ny Parco della Musica – en af de største musiksale i verden. Rom huser derudover et operahus ligesom flere mindre musikinstitutioner. Byen var desuden vært for Melodi Grand Prix i 1991 samt MTV Europe Music Awards i 2004.

### Filmindustri
Rom huser Cinecittà-studierne, som er de største film- og tv-produktionsfaciliteter i det kontinentale Europa og er center for den italienske filmindustri. Et stort antal af nutidens største filmhits er filmet her. Det 40 ha store kompleks ligger 9 km fra Roms centrum og er en del af et af verdens største produktionsmarkeder, kun overgået af Hollywood, med flere end 5.000 professionelle ansatte (fra sæsonansatte kostumeskabere til specialister inden for visuelle effekter). Her er skabt mere end 3.000 produktioner, fra nylige spillefilm som The Passion of the Christ og Gangs of New York til filmklassikere som Ben-Hur, La dolce vita og filmene af Federico Fellini.
Studierne, der blev grundlagt i 1937 af diktator Benito Mussolini, blev bombet af De Allierede under 2. verdenskrig. Cinecittà lagde i 1950'erne grund til adskillige store amerikanske filmproduktioner og blev efterfølge oftest forbundet med Federico Fellini. I dag er Cinecittà det eneste studie i verden med pre-produktions-, produktions og komplette post-produktionsfaciliteter indenfor samme område, hvilket tillader instruktører og producere at ankomme med deres manuskript og forlade stedet igen med en færdig film.

### Medier
| Aviser | Magasiner                                                                          | Tv-stationer | Radiostationer |
| --- | ---------------------------------------------------------------------------------- | --- | --- |
| - City - Corriere dello Sport - Leggo - Liberazione - Il Manifesto - Il Messaggero - Metro - L'Osservatore Romano - QN - La Repubblica - Il Romanista - Il Tempo - L'Unità | - Audio Review - L'Espresso - Frequency - Il Venerdì di Repubblica - XL Repubblica | - RAI - Sky Italia - La7 - Mediaset Centri di Produzione TV - Mediaset centri produzione Fiction - Mediaset TG5 centro Palatino | - Radio Capital - Radio CNR - Radio Deejay - Radio Dimensione Suono - Radio Dimensione Suono Roma - Radio Globo - Radio Italia - Radio Rock - Radio Radicale - Radio Radio - Radio Vaticana - Radio 24 |

### Sport
| Klub                      | Sportsgren | Grundlagt | Liga     | Hjemmebane             | Cheftræner          |
| ------------------------- | ---------- | --------- | -------- | ---------------------- | ------------------- |
| AS Roma                   | Fodbold    | 1927      | Serie A  | Stadio Olimpico        | Claudio Ranieri     |
| S.S. Lazio                | Fodbold    | 1900      | Serie A  | Stadio Olimpico        | Edoardo Reja        |
| A.S. Cisco Roma           | Fodbold    | 1972      | Serie C2 | Stadio Flaminio        | Francesco Gagliardi |
| Pallacanestro Virtus Roma | Basketball | 1960      | Serie A  | PalaLottomatica        | Saso Filipovski     |
| M. Roma Volley            | Volleyball | 2006      | A 1      | Palazzetto dello Sport | Roberto Serniotti   |
| Unione Rugby Capitolina   | Rugby      | 1996      | Super 10 | Stadio Flaminio        | Massimo Mascioletti |

Rom var vært for sommer-OL i 1960 og var en officiel kandidat til at være vært for OL i 2020, men tilbuddet blev trukket tilbage. Den mest populære sport i Rom er, ligesom i resten af landet, fodbold. Finalen ved VM i 1990 blev spillet på Stadio Olimpico, som er hjemmebane for de lokale Serie A-klubber AS Roma og S.S. Lazio, hvis rivalisering er centrum for sportskulturen i Rom. Kendte fodboldspillere, der spiller for disse hold og samtidigt er født i byen, har en tendens til at blive specielt populære, som det er set med spillere såsom Francesco Totti og Daniele De Rossi i A.S. Roma samt Paolo Di Canio i Lazio.
Selvom det slet ikke er ligeså populært som fodbold, så er rugby ved at vinde større indpas. Det italienske landshold i rugby har hjemmebane på Stadio Flaminio, hvor de har spillet i Seksnationersturneringen siden 2000, dog uden at have vundet den. Flere lokale rugbyhold holder til i Rom, eksempelvis Unione Rugby Capitolina, Rugby Roma og S.S. Lazio.
Hvert år i maj afholdes ATP Masters Series-tennisturneringen i Rom på grusbanerne ved Foro Italico. Cykling var uhyre populært i perioden efter 2. verdenskrig. Giro d'Italia har to gange, i 1989 og 2000, haft sin sidste etape ved Rom. Hvert forår afholdes Rom Marathon, som anses for at være den sportsbegivenhed i Italien med størst tilslutning. Der dyrkes også mange andre sportsgrene i Rom, såsom basketball, håndbold, volleyball og vandpolo.

## Transport

### Lufthavne
Ved Rom er der tre lufthavne, hvoraf de to vigtigste er ejet af Aeroporti di Roma. Den interkontinentale Leonardo Da Vinci International Airport, der ligger sydvest for Rom, er Italiens vigtigste lufthavn. Denne er også kendt under navnet Fiumicino, som også er navnet på den kommune, den ligger i. Den ældre Rom-Ciampino Lufthavn (kaldet Ciampino) er en kombineret civil og militær lufthavn, der ligger tæt ved grænsen til kommunen Ciampino sydøst for Rom.
En tredje lufthavn, Aeroporto dell'Urbe, er en lille og mindre trafikeret lufthavn beliggende omkring 6 km nord for bymidten, og som hovedsageligt beskæftiger sig med helikopter- og privatflytrafik. En fjerde lufthavn i den østlige del af byen, Centocelle Lufthavn, er nu lukket for flytrafik, og pladsen huser nu Comando di Squadra Aerea, som koordinerer luftvåbnets aktiviteter, samt Comando Operativo di Vertice Interforze, der koordinerer alle italienske militære aktiviteter. Store dele af lufthavnet er ved at blive omdannet til et offentligt parkområde.

### Jernbaner
Rom er midtpunkt for de italienske jernbaner.
Roms jernbanehistorie
- 14. juli 1856: Den første jernbane blev åbnet i Rom, Rom-Frascati-jernbanen.
- 16. april 1859: Rom-Civitavecchia-jernbanen blev åbnet.
- 27. januar 1862: Rom-Ceprano-jernbanen blev åbnet.
- 28. april 1864: Rom-Monterotondo-jernbanen blev åbnet.
- 29. april 1894: Rom-Capranica-Viterbo-jernbanen blev åbnet.
- 12. juni 1916: Rom-Fiuggi-jernbanen blev åbnet.
- 28. oktober 1932: Rom-Civita Castellana-Viterbo-jernbanen blev åbnet.

Stationer i byen
Roms hovedbanegård, Roma Termini, blev åbnet i 1863, og efterfølgende nedrevet og genopført fuldstændigt mellem 1939 og 1951. Den ligger på Esquilinhøjen og bliver drevet af Grandi Stazioni, mens den hovedsageligt bliver betjent af Trenitalia. Den er en af de største banegårde i Europa og bliver besøgt af 600.000 passagerer dagligt. Den har 29 jernbaneplatforme og fungerer også som indkøbscenter og kunstgalleri.
Den andenstørste banegård i byen er Roma Tiburtina, som er ved at blive udbygget til at kunne håndtere højhastighedstog. Af andre betydningsfulde stationer kan nævnes Roma Ostiense, Roma Trastevere, Roma Tuscolana, Roma San Pietro, Roma Nomentana og Roma Casilina.

### Bymæssig transport
I Rom drives et 3-linjes undergrundsbanesystem kaldet Metropolitana eller bare Rom Metro. Etableringen af den første linje blev påbegyndt i 1930'erne. Det var planlagt, at linjen hurtigt skulle forbinde hovedbanegården Termini med det nyligt planlagte E42-område i de sydlige forstæder, hvor Verdensudstillingen i 1942 skulle afholdes. Arrangementet fandt aldrig sted, og området blev senere delvist redesignet og omdøbt til EUR i 1950'erne, for at fungere som et moderne erhvervsdistrikt. Linjen blev endeligt åbnet i 1955 og er i dag del af B-linjen. A-linjen fra Ottaviano- til Anagnina-stationerne åbnedes i 1980 og blev senere forlænget i etaper (1999, 2000) til Battistini. I 1990'erne blev der åbnet en forlængelse af B-linjen fra Termini til Rebibbia.
Dette undergrundsnetværk er generelt ret pålideligt på grund af dets relative korte linjer, selvom det dog kan blive overfyldt ved spidsbelastningstidspunkterne og ved særlige begivenheder. Siden 2005 har dets totale længde været 38 km. De to nuværende linjer krydser kun hinanden ved Roma Termini banegården.
En ny gren af B-linjen (B1) er ved at blive etableret med en estimeret pris på 482.900.000 euro. Denne er planlagt at åbne i 2010. B1 vil forbindes med linje B ved Piazza Bologna og vil have 4 stationer over en distance på 3,9 km.
En tredje linje, linje C, er også ved at blive etableret med en estimeret pris på 3.000.000.000 euro og vil have 30 stationer over en distance på 25,5 km. Den vil delvist erstatte den eksisterende jernbanelinje Termini-Pantano. På C-linjen vil der køre fuldautomatiserede, førerløse tog. Den første sektion er fastsat til at åbne i 2011 og de resterende sektioner i 2015, men arkæologiske fund forsinker ofte arbejdet. En fjerde linje, linje D, er i øjeblikket ved at blive planlagt, og den vil have 22 stationer over en distance på 20 km. Den første strækning på D-linjen er tiltænkt at skulle åbnes i 2015, mens de resterende sektioner skal færdiggøres inden 2035. Der er forslag om en femte linje, linje E, som skal erstatte Roma-Lido-jernbanen med en metrolinje i 2011.
Roms Metro er bare en del af et vidtgående transportsystem, som også er sammensat af et sporvognsnetværk, og toge der forbinder både byen og forstæderne samt en ekspreslinje til Fiumicino-lufthavnen. Hvor de statslige jernbaner overvejende yder sin service i yderområderne med mere end 20 stationer spredt rundt i byen, så kører Roma-Lido-, Roma-Pantano- og Roma-Nord-linjerne nærmest som var de metrolinjer. Et andet togsystem med syv linjer skaber forbindelse med Romområdets opland. En af disse fører til byens anden lufthavn, Ciampino.
| Linje | Endestationer                         | Åbning | Seneste udvidelse | Længde (Km) | Antal stationer |
| ----- | ------------------------------------- | ------ | ----------------- | ----------- | --------------- |
|       | Battistini ↔ Anagina                  | 1980   | 2000              | 18,4        | 27              |
|       | Laurentina ↔ Rebibbia/Jonio           | 1955   | 2015              | 22,9        | 26              |
|       | Monte Compatri-Pantano ↔ San Giovanni | 2014   | 2018              | 18,1        | 22              |
|       |                                       |        | Total:            | 59,4        | 73              |

Rom har også et omfattende bus- og letbanesystem. Det offentlige transportfirma ATACs engelske hjemmeside gør det muligt at udregne en rute på tværs af busser, letbane og undergrundsbaner. Metrebus' integrerede betalingssystem tillader billetindehavere og kortholdere at rejse med alle firmaets transportmidler indenfor gyldighedsperioden.

#### Zone med begrænset motortrafik (ZTL)
Kroniske problemer med trafikpropper gennem 1970'erne og 1980'erne førte til et forbud mod uautoriseret trafik i den centrale del af byen på hverdage mellem kl. 6 og 18. Denne del af byen kaldes officielt Zona a Traffico Limitato (ZTL) op italiensk. Tung trafik i nattelivet i weekenden har inden for de seneste år ført til oprettelsen af andre ZTL'er i Trastevere- og S. Lorenzo-distrikterne om natten, og der forsøges med en ny natlig ZTL i Roms bycentrum. Parkeringspladser langs gaderne er i store områder af byen omdannet til betalingspladser, mens nye nedgravede parkeringspladser har bredt sig i byen. Rom har 21 taxaer for hver 10.000 indbyggere, hvilket er langt under andre europæiske storbyer.
Til trods for alle tiltag forbliver Roms trafik et stadigt tilbagevendende problem.

## Internationale relationer
Rom har én søsterby samt et antal venskabsbyer:
Søsterby:
- Paris er Roms eneste søsterby[19]

Venskabsbyer:
- Achacachi, Bolivia
- Marbella, Spanien
- Algier, Algeriet
- Beijing, Kina
- Beograd, Serbien
- Brasília, Brasilien
- Kairo, Egypten
- Cincinnati, USA
- Kyiv, Ukraine
- London, England
- Montreal, Canada
- New York, USA
- Plovdiv, Bulgarien
- Seoul, Sydkorea
- Sydney, Australien
- Tokyo, Japan
- Tongeren, Belgien

## Dokumentarer
- The Holy Cities: Rome – produceret af Danae Film Production, distribueret af HDH Communications; 2006.